# 왜구

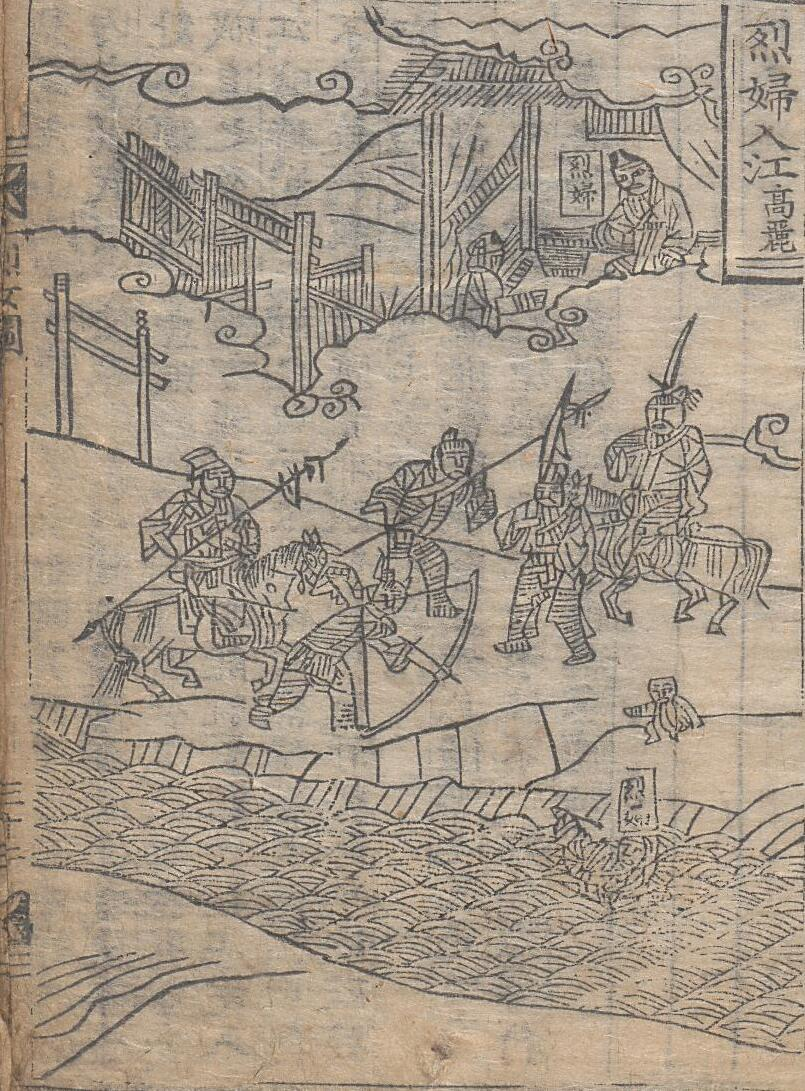
왜구들의 약탈을 그린 회화 (15세기; 삼강행실도)

왜구(倭寇, 일본어: 倭寇, 영어: Wōkòu)는 13세기부터 16세기에 걸쳐 한반도와 중국 대륙의 연안부나 일부 내륙 지역을 약탈하고 밀무역을 행하던 해적집단을 가리킨다.
동북아시아를 주요 활동무대로 삼았던 이들 중에는 500척의 배를 보유한 집단도 있었으며, 주요 활동 근거지는 대마도와 이키섬이었다. 15세기까지 활동했던 왜구의 대부분은 규슈의 나카사키 북부 출신의 일본인이었으나 16세기에 활동한 왜구는 사무역에 종사하던 중국인들이 주축을 이루었다. 명나라, 고려, 조선은 왜구를 근절시키기 위해서 토벌과 같은 강경책과 더불어 유화책도 사용하였으나 쉽지 않았다.
13세기 이전에도 왜구는 존재했었으나 세력이 크게 성장한 것은 14세기 후반으로, 이는 원명교체기의 혼란을 틈타 남북조의 내전으로 생계가 어려워진 일본인들이 대거 해적질에 뛰어든 때문이다. 농민, 어민, 상인, 몰락한 사무라이로 구성된 왜구들은 중국과 한반도의 연안을 주로 약탈했다. 때로는 내륙까지 침노하여 극심한 피해가 발생하였기 때문에 국가차원에서 대응책을 마련해야 할 지경에 이르렀고, 결국 명나라와 고려 멸망의 한 요인이 되었다.
왜구의 상당수가 고려나 조선의 천민 출신이라는 주장도 있다. 중국의 원명교체기, 한반도의 고려와 조선왕조 교체기, 일본의 남북조 시대의 내전기가 겹치면서 국가주권개념과 소속감이 희박해지자 국적과 민족의 경계를 너머 왜구집단이 형성되었다는 것이다.

## 출현과 활동

### 어원의 유래
왜구(倭寇)라는 명칭은 일본인을 뜻하는 '왜(倭)'와 무리지어 떼거리로 활동하는 도적을 뜻하는 '구(寇)'가 결합된 단어이다. 본래의 뜻은 '일본인이 떼지어 도적질을 하다'라는 의미로, '구(寇)'자가 동사로 쓰였으나 시간이 흐르자 ‘왜구(倭寇)’ 자체가 ‘일본 해적’이란 뜻을 가진 말로 명사화 되었다. 왜구라는 한자표현이 최초로 등장한 것은 고구려 광개토태왕비문(414년)으로  식별할 수 없는 글자를 제외하면 왜(倭)라는 글자가 11번 나온다. 그 중에 왜구(倭寇)가 2번, 왜적(倭賊)이 1번 , 왜인이 1번 나온다. 연원이 아주 오래되었음을 알 수 있다. 이후 고려사에도 고종10년(1223년) ‘왜가 김해를 침략했다’는 ‘왜구금주(倭寇金州)’라는 표현이 등장한후 자주 쓰인것을 볼 수 있다.
13~16세기경에 배를 타고 다니며 약탈을 자행한 이들 해적들에 의한 피해가 너무 극심했고 악명 또한 높았기 때문에 한반도와 중국의 해안지방 사람들은 왜구를 매우 두려워했다. 현재에도 대한민국, 조선민주주의인민공화국 그리고 중국과 타이완(대만)을 비롯한 중화권에서는 일본인을 비하하거나 폄하하는 대표적인 멸칭(蔑稱) 중 하나로 왜구라는 표현을 사용하고 있다.

### 출현 배경

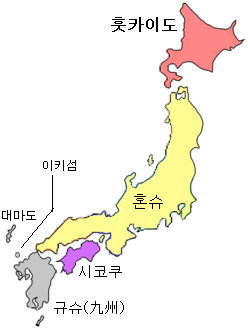
일본 지도 (규슈, 대마도, 이키섬)

#### 일본
14세기경 왜구의 본격적인 출현과 급성장은 동북아시아의 정세 변화와 밀접한 관련이 있다. 일본이 남북조 시대(1336~92)의 내란기에 접어들자 일본 주민들의 형편이 어려워졌는데, 특히 원과 고려 연합군의 정벌로 피해를 입었던 규슈(九州)의 북부 지역은 극심한 식량부족에 시달렸다. 이들은 고려나 중국과의 교역을 통해서 곡물을 구하려고 했으나 그리 할 수 없었다. 일본정벌에 실패한 고려와 원나라가 일방적으로 일본과의 외교를 단절한 상태였기 때문이다. 그런데 당시 원명교체기에 접어든 중국과 한반도는 정치상황이 혼란스러워지며 군사력이 약화되었고 해안 경비도 소홀해졌다. 이를 알게된 규슈(九州)의 지방세력들은 일본 중앙정부의 통제력이 약화된 사이에 밀무역에 나섰고, 주민들은 생계유지를 위해 본격적으로 해적질에 뛰어들기 시작했다.
가마쿠라 막부, 무로마치 막부 시기에 상공업이 활성화 되며 상인들의 활동범위가 중국까지 넓어졌다. 그러나 명나라의 홍무제는 1371년 해금정책을 실시하여 제한된 조공무역만을 허용하였기 때문에 일본상인들은 밀무역을 하며 해적이 될 수밖에 없었다. 조공무역은 특권계급들의 수요만 충족시킬 수 있었을뿐, 일본의 지방호족들이나 상인들은 조공무역의 혜택을 볼 수 없었기 때문이다.
전기왜구의 다수는 규슈(九州)의 쓰시마섬, 이키섬, 마쓰우라 출신이었다. 이 지역은 토지와 환경이 척박하고 협소하여 농업생산량이 빈약하고 경제적으로 곤궁했기에 주민들은 보통 어업이나 무역에 종사할 수 밖에 없었다. 쓰시마섬의 경우에 섬 전체가 해발고도 400m 내외의 산지이고, 계곡들은 험준하며 농경지는 총면적의 4%에 불과하고 계단식 밭이 대부분이었다. 이런 상황이라 흉년 등으로 기근이 발생하고 형편이 곤궁해지면 해적으로 돌변하여 한반도와 중국 대륙을 대상으로 약탈을 감행하곤 했다. 왜구의 시초라고 할 수 있는 전기왜구는 흉년, 기근, 전쟁 등으로 생계가 끓긴 농민, 어민, 상인 그리고 몰락한 사무라이들이었다.
16세기에 등장한 후기왜구는 명나라가 밀무역을 강력하게 단속하자 사무역에 종사하며 이에 반발한 중국인들이 주축이 되었다.

#### 중국과 고려
14세기는 원명교체기로 몽골족이 건국한 원(元)이 쇠퇴하고 1367년에 한족왕조인 명(明)이 건국되었으나, 명나라는 북원과의 패권 경쟁으로 왜구 문제에 신경을 쓸 여력이 없었다. 고려는 원간섭기에 원의 간섭과 감시로 자체의 군사력을 갖추기가 어려워 국방이 약화되어 있었다. 1356년 고려 공민왕이 반원개혁을 단행하여 원의 간섭에서 벗어났지만, 약화된 군사력을 일거에 회복할 수는 없었다. 여기에 더하여 다시 고려에 압력을 가하려는 북원과 중국대륙의 신흥국인 명과의 외교관계 긴장으로 왜구 침입에 군사력을 집중시킬 수 없었다.

### 활동시기별 분류
13세기에서 15세기에 활동하던 왜구(전기왜구)는 주로 일본출신이 대부분이었으나, '후기왜구'라고 불리우며 16세기 후반에 활동한 왜구의 구성원들은 중국인들이 다수를 구성하고 있었다. 이들 후기왜구들은 약탈과 더불어 사무역과 밀무역에도 활발한 활동을 하였다.

### 활동 영역과 배경

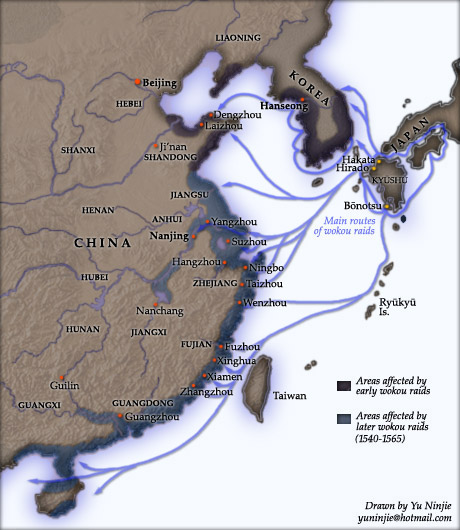
16세기 왜구들의 활동 범위

14세기부터 16세기에 왜구가 특히 극성을 부린 것은 당시 일본 내부적으로 가마쿠라 막부(1192~1333년)가 사실상 무너져 중앙의 통제력이 지방에 미치지 못했기 때문이다. 무로마치 막부(1336~1573년) 때는 밀무역으로 인한 이익 때문에 이를 눈감아주었을 뿐만아니라, 막부 쇼군의 힘이 약해 지방 영주들을 제대로 통제하지 못하기도 했다. 따라서 지방의 실력자들은 독자적으로 중국과 무역거래에 나서게 되었다. 1467년 오닌의 난 이후에 센코구 시대로 진입하며 일본 막부가 통제력을 상실하여 왜구의 횡포가 더욱 극심해졌다. 왜구는 거대한 밀무역 세력으로 성장하여 조직화되고 거대화되었다. 이는 배후에 밀무역으로 이익을 얻으려는 규슈와 시코쿠 일부 지역 영주들의 후원이 있었을 것으로 추측된다.

### 약탈 대상과 피해
초기에는 한반도와 중국 남부 해안가를 따라 단순 약탈 위주로 활동하였으나 후에는 인신납치를 통한 노예 매매와 밀무역 등으로 큰 이익을 남기는 등 악명을 떨쳤다. 주된 약탈물은 식량이었으며 지방에서 조세를 거두어 한성이나 개성으로 올라가는 세곡선 등 공선(公船)이 피해를 가장 많이 입었다. 왜구들의 규모는 100척에서 500척에, 1천명이 넘는 거대한 집단도 있었는데, 이들은 주로 대규모 선단을 이루어 연안 마을을 습격하는 형태였으나 때로는 내륙 깊숙이 들어오기도 하였다. 고려말 1350년부터 1391년까지 41년간  기록에 나타난 것만 506회 침입이 있었고, 조선왕조실록에는 312건이 나오는 것을 볼 수 있다.
중국 광동에서는 왜구 세력들 간에 집단 난투극이 벌어지기도 했다. 말썽이 자주 발생하자 명나라는 밀무역자를 색출하여 처벌하였고, 이에 반발한 왜구들은 살인을 자행하기도 했다. 중국 상인들도 왜구활동에 다수 합류하기도했다. 1533년, 한 무리의 왜구들이 동남해안을 따라 절강 · 항주 · 안휘성 등 강남지방의 성들을 차례로 휩쓸면서 잔혹하기 이를 데 없는 살인과 약탈을 서슴지 않았다. 왜구 무리들은 80여 일 동안 약 4,000여 명의 농민들을 살해하는 일도 있었다.
명나라 시대(1368~1644년)에 남방과 주변 지역을 통제하지 못하여 왜구에 의하여 자주 점령되었다. 명나라가 멸망한 이유 가운데 하나는 왜구의 침략인 바, 이로 인해 중앙 정부의 통제가 약화되고 국가 기반은 흔들렸다. 고려 말기에서 조선 전기에 이르는 사이에 한반도 해역에서의 왜구활동이 가장 극심하였고, 특히 고려 말 약 40년간은 피해가 커서 고려 멸망의 한 요인이 되었다.

### 근절노력과 토벌
왜구 활동이 가장 왕성했던 시기는 14세기부터 16세기까지이다. 삼국 시대에도 왜구가 신라를 침입했다고 하는데, 이 때 침입한 왜구는 가야와 왜의 연합군으로서 우리가 흔히 말하는 왜구와는 성격이 다른 왜국에서 정식 파견한 정규군이다. 반대로 일본에서는 신라구에 대한 기록이 있기는 하나, 확인된 바는 없다.
고려, 조선, 명(明)에서는 군대를 파견하여 토벌을 시도했으나 출몰 시기와 장소를 예측하기가 어려워서 진압이 힘들었다. 조선은 대마도 정벌 등 강경책과 더불어 회유정책도 실시했다. 투항하는 왜구에게 의식주를 제공하고 관직을 하사했고 삼포를 개방하여 무역도 할 수 있게 했다. 명나라도 무로마치 막부의 쇼균  아시카가 요시미쓰(足利義滿)에게 왜구단속의 댓가로 명과의 무역을 허가했다. 중일무역은 조공형식을 취했기 때문에 일본 입장에서는 큰 이익이 발생하였기에 요시미쓰는 왜구를 엄격히 단속하기도 했다.
해금정책(海禁政策) 실행으로 밀무역을 엄하게 처벌하던 명나라가 1567년에 법률을 완화하고, 도요토미 히데요시가 1588년에 해적금지령을 내리며 지방 영주들을 효율적으로 통제하자 왜구가 거의 근절되었다. 또한 이 시기에 왜구가 감소한 주된 이유 중 하나는 막부의 적극적인 왜구 근절 노력도 있었지만, 동남아시아를 통해서 유입된 서양세력과의 무역을 통해 더 많은 이익을 규슈 영주와 막부가 누릴 수 있었기 때문이기도 하다.

## 삼국 시대
신라 문무왕(文武王)은 자신이 죽으면 화장하여 바다에 묻어줄것을 유언으로 남겼다. 용(龍)이 되어 왜적을 막겠다고 하였다. 그의 유언에서 보는바와 같이 왜구의 한반도 침입은 일찍이 삼국시대부터 있어 왔다. 4세기 말에 백제, 가야와 연합한 왜(倭)가 신라를 공격하여 금성(경주)을 공격했다. 광개토태왕이 400년 신라의 구원 요청을 받고 신라에 쳐들어온 왜를 쫓아내 최종적으로는 왜구를 물리쳤다. 고구려는 낙동강 하류의 동쪽 지역인 종발성에 신라인을 관리자로 배치하고 성을 지키게 하여 제후국인 신라로 하여금 더는 왜(倭)가 발호하지 않게 조치하였다.

## 고려 시대

### 왜구 출몰과 반격
왜구가 처음 출몰한 것은 1223년(고종 10년) 5월, 김해 지방이다. 이후 100여 년 동안 기록에 나타나는 왜구의 침입은 10여 차례에 불과했다. 그러던것이 충정왕 2년(1350년)부터 왜구의 침입이 본격화 되기 시작했다. 처음에 왜구들은 남해안에서만 약탈행위를 했으나 점차 서해로 활동반경을 넓히더니 내륙까지 침노하여 양민학살도 자행했다. 수도 개경 입구인 강화의 교동과 예성강 어구에까지 출몰해 개경의 치안이 위협받자, 고려 조정은 왜구 때문에 천도를 고려하기도 했다.
공민왕 집권내내 왜구가 수없이 출몰하여 피해가 극심했으나 집권초기에는 반원정책으로 원과 갈등하며 북방수비에 군사력을 집중하던 시기였기에 왜구의 약탈에 효과적으로 대처할 수 없었다. 고려의 방어가 소홀하자 왜구들은 삼남지역을 누비고 다니며 약탈과 양민학살을 자행하여 백성들의 삶은 극도로 피폐해져갔다. 고려조정이 왜구침입에 적극적으로 대응할 수 있게 된 시기는 홍건적의 2차침입을 물리친후였다. 고려의 본격적인 반격의 전환점이 된 것은 홍산대첩(1376)의 승리였으며, 이후 진포해전(1380)에서 처음으로 화포를 전투에 이용하여 대승을 거두었고, 관음포 대첩(1383)에서 승리하여 큰 자신감을 얻은 고려는 대마도 정벌(1389)을 감행하여 성공함으로써 왜구에 대해 공세적인 우위에 서게 되었다.

### 홍산대첩
고려의 방어가 계속 소홀하자 왜구들은 연안과 가까운 섬에 근거지를 두고 노략질하더니 점차 내륙에도 근거지를 마련한후 약탈을 자행하기 시작했다. 1376년(우왕 2년) 7월, 서해안 일대를 노략질하던 왜구가 금강을 타고 부여를 약탈한후 공주를 점령하더니 그 일대를 약탈했다. 최영이 이끄는 고려군이 진군해오자 왜구들은 부여군 홍산(鴻山)면 일대로 집결하여 유리한 지형을 선점하였다. 불리한 가운데 벌어진 전투에서 고려군은 대승을 거두었다. 이 승리로 금강을 따라 내륙으로 진출하려는 왜구의 기도를 저지할 수 있었고, 그들의 세력을 크게 위축시켰다.

### 진포해전
1380년(우왕 6) 8월, 왜구가 500여 척을 이끌고 전북 금강 하류인 진포(鎭浦-현 군산)에 침입하였다. 약 10,000명이 넘는 왜구는 이곳을 거점으로 내륙지역에서 약탈을 자행했다. 나세(羅世), 심덕부, 최무선이 지휘하는 고려군 100여 척이 출격한후, 최무선이 발명한 화포(火砲)를 이용하여 정박해있던 왜선 500척을 모두 불사르며 대승을 거두었다. 화포 공세에 모든 선박을 잃어버린 왜구들은 내륙으로 도망쳤다. 진포해전은 고려군이 자체 제작한 화기로 거둔 승리였고, 최초로 군선에 화포를 장착하여 함포공격이 감행된 해상전투였기에, 해상전투에 새로운 전기가 되었다.

### 황산대첩
1378년(우왕 4) 5월, 지리산 방면으로 침입한 왜구가 내륙을 누비며 약탈을 일삼았다. 1380년 8월에 진포해전에서 패한 왜구들이 내륙으로 도망쳐 이들과 함세하였는데, 고려군의 화포 공격으로 퇴로가 막힌 이들이 더욱 발악하자 그 피해가 막심했다. 조정의 명을 받은 이성계는 황산 북서쪽에서 왜구들과 결전을 벌였다. 고려군은 여러면에서 불리하여 한때 고전했으나 고려군을 두려움에 떨게 했던 아지발도(阿只拔都)를 이성계가 사살하며 대승을 거두었다. 이번 전투로 왜구의 기세는 크게 한풀 꺽였으며 고려의 왜구대책은 보다 적극적인 태도를 취할 수 있게 되었다.

### 관음포대첩
진포와 황산에서의 대패를 보복하기 위해서 왜구는 1383년에 120척의 군선을 이끌고 합포(현 마산) 앞바다로 침입해왔다. 급보를 받은 해도원수(海道元帥) 정지는 나주와 목포에 주둔시키고 있던 전선 47척을 이끌고 경상도로 급히 이동했다. 관음포에서 해전이 벌어졌는데, 왜구는 정예병 군사 140명씩을 배치한 큰 군선 20척을 앞세우고 공격해 왔다. 고려 수군이 화포 공격을 퍼부어 17척을 격침시키자 전의를 상실은 왜구는 급히 퇴각하였다. 관음포에서 대패한 왜구는 이후 고려 수군에 대해 두려움을 갖기 시작했다.

### 대마도 정벌
관음포 해전에서 대패한이후 왜구의 침입은 한동안 뜸했으나, 1387년이 되자 소규모이지만 꾸준히 출몰하여 양민들의 피해가 발생했다. 고려 조정은 이성계 일파가 내정개혁을 추진하며 나라가 다소 안정기에 접어들자 왜구의 근거지를 뿌리뽑아야 한다는 여론이 높아갔다. 또한 명나라는 고려가 일본과 동조하여 왜구활동을 방조한다고 의심하기 시작했다. 일본에서도 주변국인 고려와 명나라와의 관계를 개선하고, 남북조의 혼란기에 일본을 대표하는 정부로 인정받기 위해서는 왜구 문제를 해결할 필요성이 있었다. 이런 3국의 이해가 맞아 떨어진 가운데 대마도 정벌이 감행되었다.
1389년(창왕 1) 2월에 경상도원수(慶尙道元帥)인 박위(朴葳)가 병선 100여 척을 이끌고 대마도를 전격적으로 공격했다. 미처 대비하지 못하고 항구에 정박해 있던 적선 300여 척을 불사른 고려군이 대마도에 상륙하자 왜구들은 산속으로 도주했다. 연안에 있던 해적들의 막사를 불태우고 마을을 수색하여 잡혀있던 고려인 100여 명을 데리고 귀국했다. 정벌작전의 성공으로 왜구전략에 있어서 수세적 입장에 처했던 고려는 공세적 입장으로 전환하는 계기를 마련할 수 있었다.

## 조선 시대
건국 초기의 왜구 관련 기록을 살펴보면 1393년(태조 2) 3월부터 5월까지의 기간에 비교적 많은 사례들이 나타난다. 또한 같은 해 11월 도평의사사에서 왜적 피해가 줄어 든 것이 병선의 위력이라고 언급한 내용을 살펴보면 당시 조선의 왜구 방어 대책이 효과적으로 시행되고 있었음을 파악할 수 있다. 1394년(태조 3)에도 왜구와 왜적에 대한 기록들이 여러 차례 나타나지만 이들에 대한 피해보다는 조선 수군이 이들을 성공적으로 요격했다는 내용이 대부분이다. 즉, 음력 3월 17일, 수군 첨절제사(水軍僉節制使) 김빈길(金贇吉)과 만호(萬戶) 김윤검(金允劍)·김문발(金文發) 등이 왜적의 배 3척을 잡아서 다 죽였다는 보고, 음력 8월 15일, 왜구(倭寇)가 충청도 안성에 침입하였는데, 수군 만호 장용검(張龍劍)이 왜선 9척을 노획하였다는 내용이 그것이다.
1396년(태조 5) 음력 6월 18일 동래 만호(東萊萬戶) 윤형(尹衡)과 석포 천호(石浦千戶) 이의경(李義敬)이 왜구의 배 1척을 잡아서 군기와 갑옷을 바쳤다.음력 8월 9일에는 왜적의 배 1백 20척이 경상도에 입구(入寇)하여 병선(兵船) 16척을 탈취해 가고, 수군 만호(水軍萬戶) 이춘수(李春壽)를 죽였으며, 동래(東萊)·기장(機張)·동평성(東平城)을 함락하였다. 음력 10월 27일 왜구가 동래성(東萊城)을 포위하였다가 이기지 못하고 물러가면서 병선 21척을 불살랐고, 수군 만호(水軍萬戶) 윤형(尹衡)과 임식(任軾)이 전사하였다. 1406년(태종 6년)에는 전라도에, 1408년에는 충청도에 들어와서, 혹은 운수하는 물품을 빼앗고, 혹은 병선을 불사르며 만호를 죽이기도 하였다.
1419년(세종 1년)에는 대마도를 정벌하고 3포를 폐쇄하는 등의 강력한 조치를 취하기도 했지만, 이후에는 부산포, 웅천, 염호 등 삼포를 개항하여 사절(使節)과 상왜(商倭)를 왜구와 구별하여 일본인들과의 정식적인 무역을 유도하는 유화책을 쓰기도 하였다.
이러한 강력한 조치와 유화책에 따른 교린 관계 정책을 펼쳤지만 삼포왜란(1510년), 사량진왜변(1544년), 을묘왜변(1555년), 정해왜변(1587년) 등 임진왜란 이전까지 계속적으로 크고 작은 왜변이 일어났다. 임진왜란 당시에는 기존의 왜구 출신들이 정규군으로 승격되어 조선을 침범하기도 하였다. 단 조선시대는 상대적으로 고려말에 비해 왜구의 침입이 전반적으로 적었다.

## 기타 논란

### 위장왜구
일본인 학자 중에는 왜구가 일본인과 고려인의 연합으로 구성되었다고 주장하는 사람도 있다. ‘가왜((假倭)’라는 용어를 쓰며 이런 주장을 했던 대표적인 인물이 도쿄대 교수 다나카 다케오(田中健夫)이다. 그의 주장은 '세종실록 세종 28년 10월 28일'의 기록된 중추부 판사 이순몽의 상소문 내용을 근거로 하고 있다. 상소문에는 고려 말기에 왜구에 의한 변고가 벌어졌을때 실제 왜인은 20% 미만이었고, 고려인들이 왜인의 의복을 입고 변란을 일으켰다는 이야기를 이순몽은 들어 본적이 있다고 되어있다. 상소문의 주된 내용은 호패제를 다시 실시해야 하는 필요성을 아뢰는 것이었으나, 다나카 다케오(田中健夫)는 이 내용을 근거로 전기 왜구도 어느 시기부터는 고려인 또는 조선인이 주체가 되었다는 주장을 하고 있다.
또한 그는 고려와 조선에 있어서 왜구는 외환이자 내우이며, 이씨조선이 고려로부터 계속 왜구가 외환임을 강조함으로써 왜구가 안고 있는 내우의 성격을 은폐하고 이를 지렛대로 삼아 국가체제를 확립했다고 주장하고 있다. 당시에는 오늘날과 같은 국가주권 개념이 없었고, 더욱이 남북조의 내란과 한반도 왕조 교체기의 정치 혼란으로 서로 국가 귀속의식이 희석되었던 일본인과 고려인, 조선인 천민(땅을 잃은 농민이나 수척·재인으로 불리던 피차별민)이 손잡고 해적집단을 형성하기 쉬운 상황이었다고 주장했다. 역사학자 무라이쇼 오스케(村井章介)도 비슷한 주장을 하고 있으나 이에 대한 비판도 많이 제기되고 있다.

### 토착왜구
일제강점기 이태현이 쓴 정암사고라는 산문집에서 '토왜(土倭)’라는 표현이 등장한다. 토왜(土倭)는 '자생적인 친일부역자'(친일파)라는 뜻으로 진짜 왜구를 뜻하는 진왜(眞倭)와 구분짓기 위해 사용된 표편으로 보인다. 사학자 전우용의 주장에 따르면 ‘토왜’를 현대식으로 풀어 쓰면 ‘토착왜구’”이며 이태현은 이 말의 창안자가 아니고, 많은 사람들이 공감해서 많이 쓰다 보니 지식인들의 문집에도 등재되었다고 한다. 토왜라는 표현이 처음 언론에 등장한 것은 1908년으로 보이며, 1910년 대한매일신보에는 ‘토왜천지(土倭天地)’라는 글이 실렸는데, 이 글에서는 토왜를 ‘얼굴은 한국인이나 창자는 왜놈인 도깨비 같은 자'라고 규정하였다. 또한 '나라를 좀먹고 백성을 병들게 하는 인종’이며, 그외에도 여러 분류기준이 있다고 주장한 바가 있다. 지난 2019년에는 정치권에서 '토착왜구'라는 표현이 사용되면서 '친일논란'이 발생한 적이 있다.

## 같이 보기
- 왜성 (건축물)
- 해적
- 항왜
- 순왜
- 토착왜구
- 가마쿠라 막부
- 임진왜란
- 척계광
- 왜
- 약탈

## 참고 문헌
- 춘추관 관원들 (1413). 《태조실록》.